# Ferreolo di Vienne
Ferreolo di Vienne (III secolo – Vienne, 303) è stato un militare romano.
Tribuno militare cristiano, subì il martirio nel 303.

## Agiografia
Ferreolo, cristiano arruolato nell'esercito romano, divenne tribuno militare a Vienne. Egli cercò di proteggere il suo amico e subordinato militare cristiano Giuliano di Brioude, ma fu imprigionato. Riuscito a evadere, attraversò il Rodano a nuoto, ma giunto sulla riva della Gier, fu riacciuffato dai soldati romani che lo uccisero.

## Culto
La memoria liturgica di san Ferreolo di Vienne cade il 18 settembre.
Sono dedicati a san Ferreolo di Vienne:
- La chiesa di San Ferreolo a Marsiglia
- La chiesa di San Fereolo a Lodi
- La cappella rurale di san Ferreolo a Viens
- L'isolotto di San Ferreolo, nell'arcipelago delle isole di Lerino
- Il romitaggio di san Ferreolo a Céret (Pirenei Orientali)
- Il romitaggio di san Ferreolo a Lorgues (dipartimento di Varo).